# Tichomir
Tichomir (bułg. Тихомир) – wieś w Bułgarii, w obwodzie Kyrdżali, w gminie Kirkowo. Według danych szacunkowych Ujednoliconego Systemu Ewidencji Ludności oraz Usług Administracyjnych dla Ludności, 15 czerwca 2020 roku miejscowość liczyła 1 033 mieszkańców.